# 梅津茂美
梅津 茂美（うめづ しげみ）は、日本の元アマチュア野球選手である。ポジションは投手。

## 来歴・人物
1977年に九州産業高校のエースとして活躍し、1977年の夏の甲子園県予選決勝で優勝候補の柳川商業高等学校を破り、第59回全国高等学校野球選手権大会の出場を果たした。しかし、大会の2回戦（初戦）で福島商業高校のエースである三浦広之との激しい投手戦を繰り広げた末に敗退。同年のドラフト会議で南海ホークスから2位指名されたが、入団拒否し、門司鉄道管理局に入社する。
高校の一年下に一塁手の吉竹春樹がいた。
高校の同窓会長を務めている。